# 皮德霍羅德齊

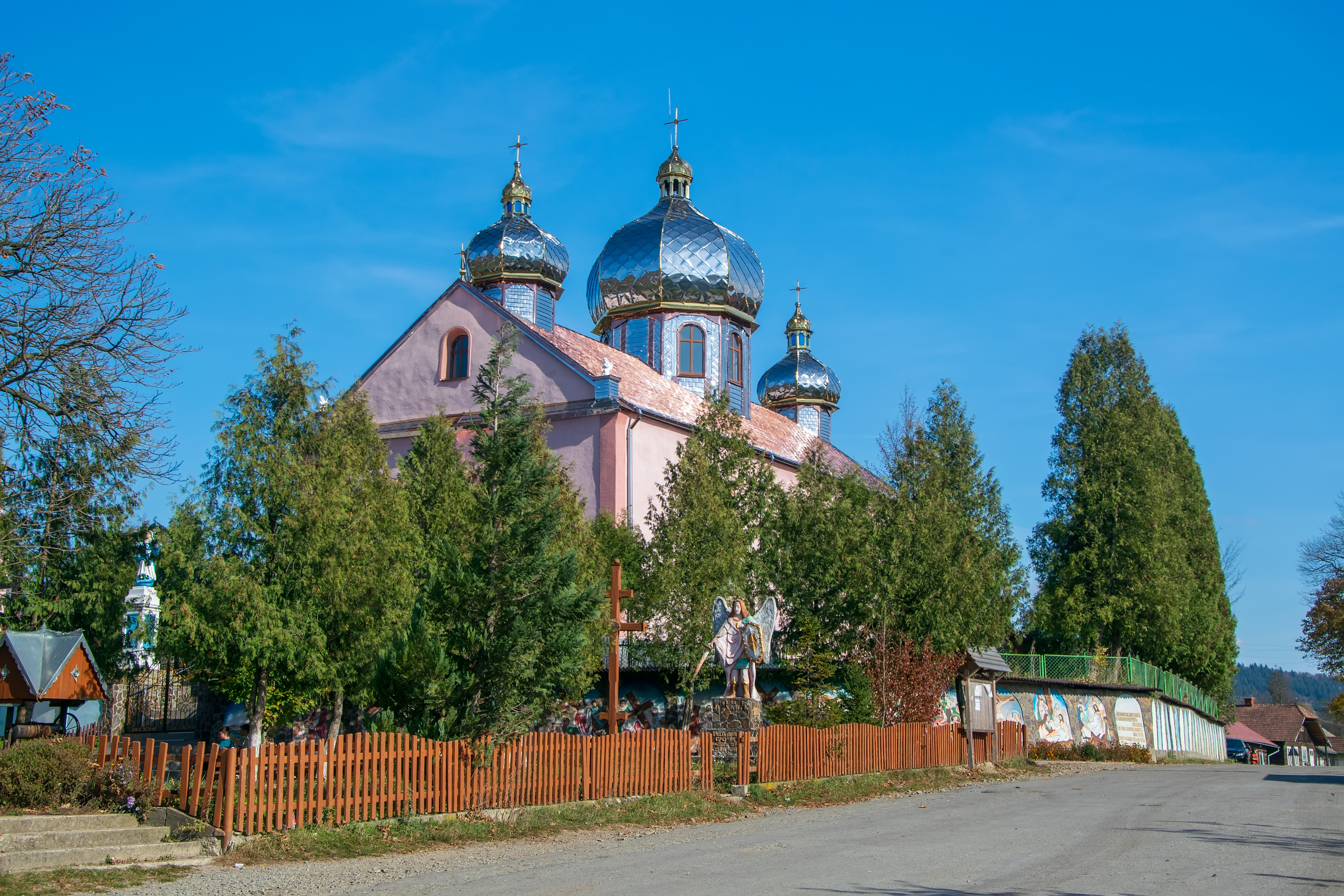
教堂

皮德霍羅德齊（烏克蘭語：Підгородці），是烏克蘭的村庄，位於該國西部利沃夫州，由斯特雷區斯科萊市鎮負責管轄，始建於1397年，面積2.72平方公里，海拔高度472米，2001年人口2,132，人口密度每平方公里783.82人。